# Karl von Terzaghi
Karl von Terzaghi (Prag, 2. listopada 1883. - Winchester, Massachusetts, 25. listopada 1963.) bio je austrijski inženjer i geolog. Godine 1925. izdao je knjigu "Mehanika tla na temelju fizikalnih osobina tla" i na taj način razvio novu disciplinu, mehaniku tla te joj je dao temelje na kojima se i danas zasnivaju brojna rješenja geotehničkih problema u tlu.
Po njemu je nazvan Terzaghijev princip, poznat i kao Terzaghijeva teorija jednodimenzionalne konsolidacije.

## Životopis
Njegov otac (Anton von Terzaghi) bio je visoki časnik carske vojske i pripremao je sina za vojnu karijeru. Stoga je Karl pohađao razne srednje vojne škole.
 
Studirao je strojarstvo na Tehničkom sveučilištu u Grazu, te je paralelno pratio seminare iz filozofije, astronomije i geologije.
Nakon što je 1904. diplomirao strojarstvo, Terzaghi je godinu dana služio u austrijskoj vojsci. Nakon odsluženja vojnog roka studirao je građevinarstvo i geologiju.

Radio je na projektima nasipa i brana. Doktorirao je 1911. godine.

Za vrijeme I. svjetskog rata prvo je služio u zrakoplovstvu austrijske vojske, ali je 1916. godine dobio poziv u Carsku tehničku školu u Istanbulu (Turska je u to vrijeme bila ratni saveznik Austro-Ugarske). Godine 1918. prelazi na Robert College, koji se također nalazio u Istanbulu, ali je to bila američka institucija. Ondje je predavao do 1925. i proveo je ključna istraživanja o pritisku zemlje i stabilnosti padina.

Njegovo temeljno djelo "Erdbaumechanik auf bodenphysikalischer Grundlage" ("Mehanika tla na temelju fizikalnih osobina tla") u kome je sakupio svoje radove, objavljeno je 1925. godine, i smatra se početkom moderne mehanike tla.

1924. godine kao rezultat revolucije koju je stvorila ova knjiga, dobio je 1925. poziv za gostujućeg profesora u Sjedinjenim Državama, gdje se pridružio Massachusetts Institute of Technology (MIT).

Godine 1929. prihvatio je vodstvo novoosnovanog Odsjeka za mehaniku tla na Tehničkom sveučilištu u Beču te je osnovana profesorska katedra za "Hidrauličko inženjerstvo II" na Tehničkom sveučilištu u Beču. Zbog Terzaghijevog imenovanja Sveučilište u Beču je postalo Centar za mehaniku tla.

1933. godine zauvijek se vratio u SAD te je od 1939. predavao "Mehaniku tla" na Sveučilištu Harvard u Massachusettsu.

1946. postao je profesor građevinarstva na Sveučilištu Harvard, a u mirovinu je otišao 1956.
 
Kao konzultant je sudjelovao u izgradnji Asuanske brane u Egiptu.

## Izdane knjige
- Terzaghi, K., Theoretical Soil Mechanics, John Wiley and Sons, New York (1943) ISBN 0-471-85305-4.
- Terzaghi, K., Peck, R. B. and Mesri, G., Soil Mechanics in Engineering Practice, 3rd Ed. Wiley-Interscience (1996) ISBN 0-471-08658-4.
- Terzaghi, K., "Large Retaining Wall Tests", Engineering News Record Feb.1, March 8, April 19 (1934).
- Terzaghi, K., From theory to practice in soil mechanics;: Selections from the writings of Karl Terzaghi, with bibliography and contributions on his life and achievents   John Wiley and Sons (1967).
- Terzaghi, K., Proctor, R. V. and White, T. L., "Rock Tunneling with Steel Supports," Commercial Shearing and Stamping Co. (1946).
- Terzaghi, K., American Society of Civil Engineers, "Terzaghi Lectures, 1974-1982," American Society of Civil Engineers (1986) ISBN 087262532X.